# Sia pallidus
Sia pallidus är en insektsart som först beskrevs av Walker, F. 1869.  Sia pallidus ingår i släktet Sia och familjen Stenopelmatidae. Inga underarter finns listade i Catalogue of Life.